# 미국 수정헌법 제13조 (영화)
미국 수정헌법 제13조(13th)는 미국에서 제작된 에바 두버네이 감독의 2016년 다큐멘터리, 범죄 영화이다.
이 영화는 미국의 인종, 정의, 대량 투옥의 교차점을 탐구한다. 이 영화의 제목은 1865년 채택된 미국 수정 헌법 제13조의 이름을 땄다. 이 조항은 미국의 노예제를 철폐했다.

## 같이 보기
- 미국의 노예 제도
- 남부전략
- 짐크로 법